# Scoppito
Scoppito ist eine italienische Gemeinde (comune) mit 3789 Einwohnern (Stand 31. Dezember 2023) in der Provinz L’Aquila in den Abruzzen. Die Gemeinde liegt etwa 12 Kilometer westnordwestlich von L’Aquila und ist Teil der Comunità montana Amiternina. Scoppito grenzt unmittelbar an die Provinz Rieti.

## Geschichte
Durch das Erdbeben von 2009 wurde die Gemeinde Scoppito erheblich verwüstet.

## Verkehr
Durch die Gemeinde führt die Strada Statale 17 dell'Appennino Abruzzese e Appulo Sannitica von Antrodoco nach Foggia. Im Ortsteil Sella di Corno befindet sich der Bahnhof, der von Zügen auf der Bahnstrecke von Terni nach Sulmona bedient wird. Eine weitere Bahnstation liegt im Ortsteil Vigliano. Im Hauptort ist der Bahnhof mittlerweile geschlossen.